# Schloss Hackledt

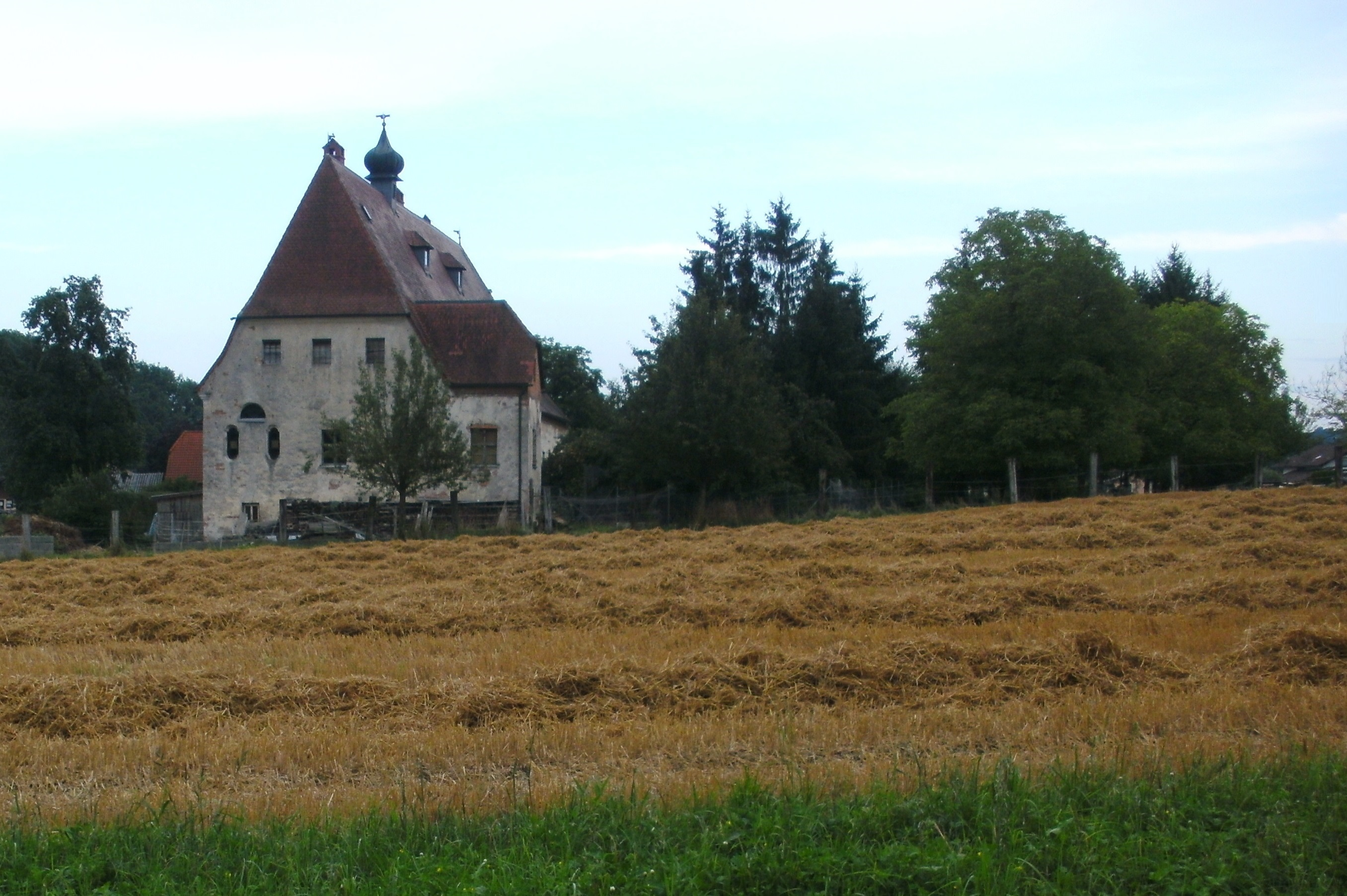
Westansicht des Schlosses

Schloss Hackledt ist ein ehemaliger Herrschaftssitz im gleichnamigen Dorf Hackledt in der Gemeinde Eggerding im oberösterreichischen Bezirk Schärding. Das in einer waldigen Gegend in einer Senke gelegene Schloss befindet sich am Westrand des Dorfes und war ursprünglich auf drei Seiten von landwirtschaftlich genutzten Flächen umgeben.
Schloss Hackledt steht seit 1980 unter Denkmalschutz. Heute wird es als Gasthaus genutzt. Es ist sanierungsbedürftig.

## Geschichte
Schloss und Hofmark Hackledt waren Stammsitz des gleichnamigen Geschlechtes, das von seinem ersten Auftreten im Jahr 1377 bis Ende des 18. Jahrhunderts ununterbrochen dort ansässig war. In den Quellen wird es nie anders denn als freies Eigentum dieser Familie bezeichnet. Das Dorf wird 1396 in einem Schiedsgerichtsurteil erstmals urkundlich erwähnt. Michael Wening schrieb 1721, dass dieser „Sitz vnd Schloss Landgerichts Schärding von vnfürdencklichen Jahren biß anjetzo denen von Hächledt angehörig“ war.

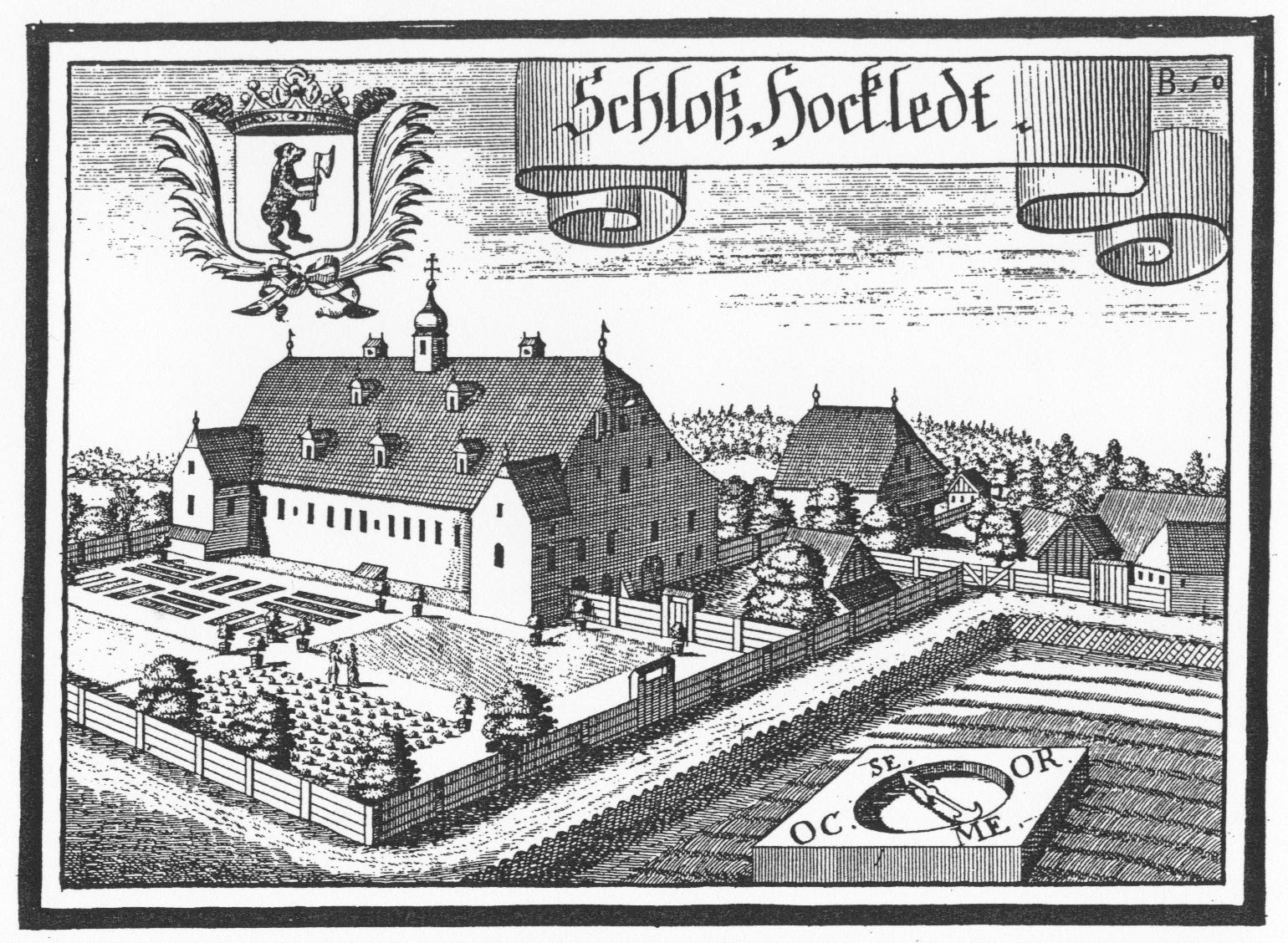
Kupferstich des Schlosses Hackledt von Michael Wening (1721)

War die Anlage bis zum 17. Jahrhundert ein vergleichsweise kleiner Ansitz, so wurde das Gebäude ab 1664 wesentlich umgebaut. Johann Georg von Hackledt (1611–1677) ließ es vergrößern, dabei wurde der Schlossgraben zugeschüttet und an seiner Stelle ein Verlängerungsbau errichtet. Gleichzeitig wurde die Anlage im Geschmack der Zeit barockisiert und die Schlosskapelle zu Ehren des Hl. Jakob und der Hl. Anna eingebaut. Das Schloss erhielt dabei jenes Aussehen, das auch im Kupferstich von Wening überliefert ist. Aus dieser Zeit stammt auch der bis heute erhalten gebliebene, erkerartig vorspringende Vorbau am Westteil. Der Nordosttrakt besaß in der Verlängerung einst eine Küche mit offenem Herd.

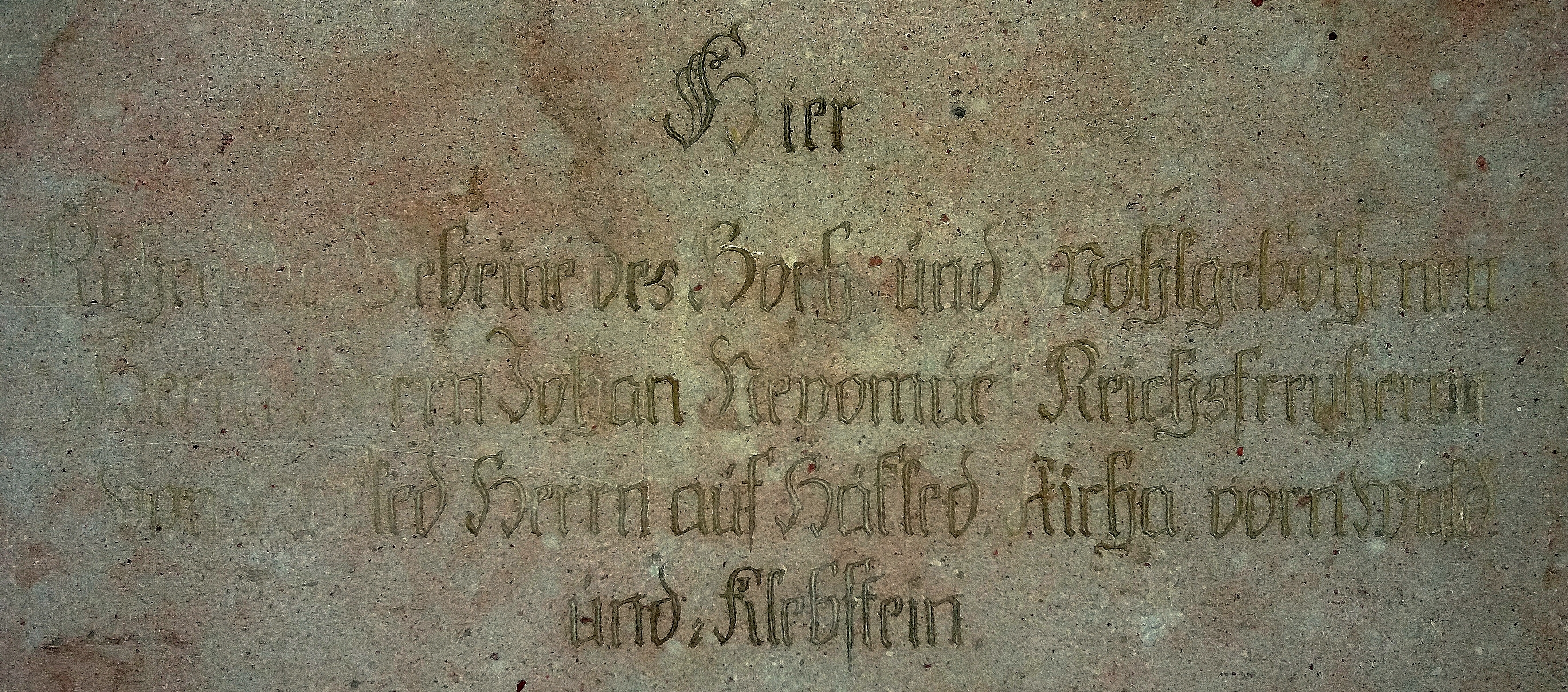
Grabdenkmal des Johann Nepomuk von Hackledt (1727–1799) mit Erwähnung der Sitze Hackledt, Aicha vorm Wald und Klebstein unter seinen Besitztiteln

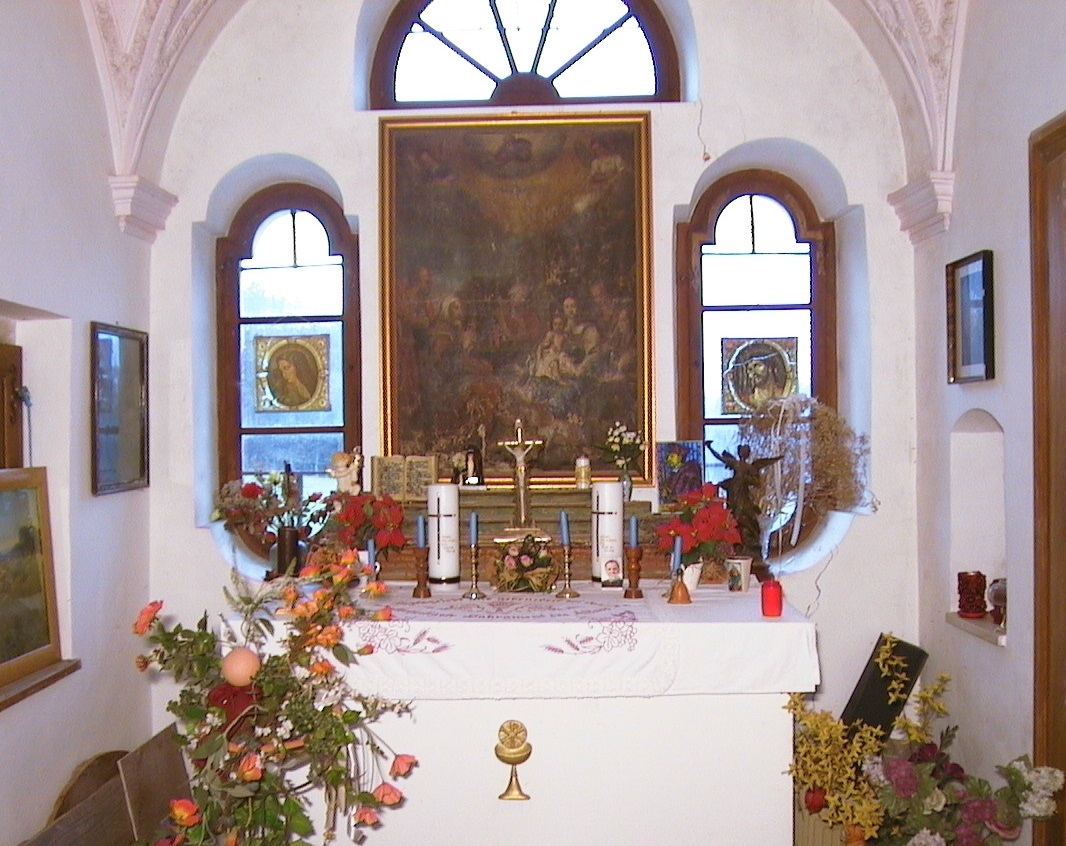
Kapelle in Schloss Hackledt

1779 kam das Innviertel nach dem Frieden von Teschen an die Habsburger. Auch die Familie von Hackledt kam damals mit ihrem Besitz im Innviertel unter österreichische Landeshoheit. Zur Hofmark des Schlosses Hackledt gehörten um diese Zeit insgesamt 60 untertänige Güter, vor allem Bauernhöfe, die in der Gegend um die Dörfer Eggerding, St. Marienkirchen und Mayrhof lagen. Kurz vor seinem Tod setzte Joseph Anton Freiherr von Hackledt (1729–1799) seinen entfernten Verwandten Johann Nepomuk Freiherrn von Peckenzell (1776–1851) aus Dorfbach als Universalerben ein. Dadurch kam das Schloss aus der Familie von Hackledt.
Johann Nepomuk Freiherr von Peckenzell verkaufte das Schloss 1839 für 27.000 Gulden an das Stift Reichersberg. Das Stift behielt es bis 1928 und verkaufte es dann an das Landwirtsehepaar Josef und Theresia Großbötzl aus Mayrhof. Der Kaufpreis für die reinen Realitäten betrug 46.000 Schilling. Nachdem das Schloss in bürgerliche Hände gekommen war, folgte ein rascher Wechsel der Besitzer, wobei die verbliebenen Gründe schrittweise abgetrennt und verkauft wurden. Im Schloss wurden Räume für eine Nutzung als Gasthaus adaptiert. Auf die Großbötzl folgten als Besitzer die Familien Stiegerbauer, Matz, Rachbauer und Wildi. In jüngster Zeit wurden Dach und Fassade restauriert. Gegenwärtig finden im Schloss wieder regelmäßig Ausstellungen, Konzerte, Vortragsabende und Lesungen statt.

## Beschreibung
Die Anlage lässt sich charakterisieren als ein spätmittelalterlicher Kernbau mit einfachem, annähernd quadratischem Grundriss, der Mitte des 17. Jahrhunderts um einen längsrechteckigen Erweiterungsbau nach Westen verlängert wurde. Es war nie ein Wehrbau im Sinne einer Wasserburg, sondern entwickelte sich aus einem kleinen, ursprünglich aus Holz erbauten Edelsitz. Herrenhäuser dieser Art waren im Innviertel häufig zu finden. Ein aus der Ebene herausgeschnittener Graben umgab den stehengebliebenen, mit dem Aushub noch weiter aufgeböschten Erdkegel, auf dem das Schlösschen errichtet wurde. Bedeckt wird der Bau von einem steilen Dach, dessen rückwärtiger Teil abgewalmt ist. Die Innenräume besitzen größtenteils Balken- und Stuckdecken, der Flur weist ein Netzrippengewölbe auf. Die Bauformen von Schloss Hackledt ähneln stark jenen des  Meierhofes von Schloss Forchtenau, der von Hackledt rund neun Kilometer entfernt ist.

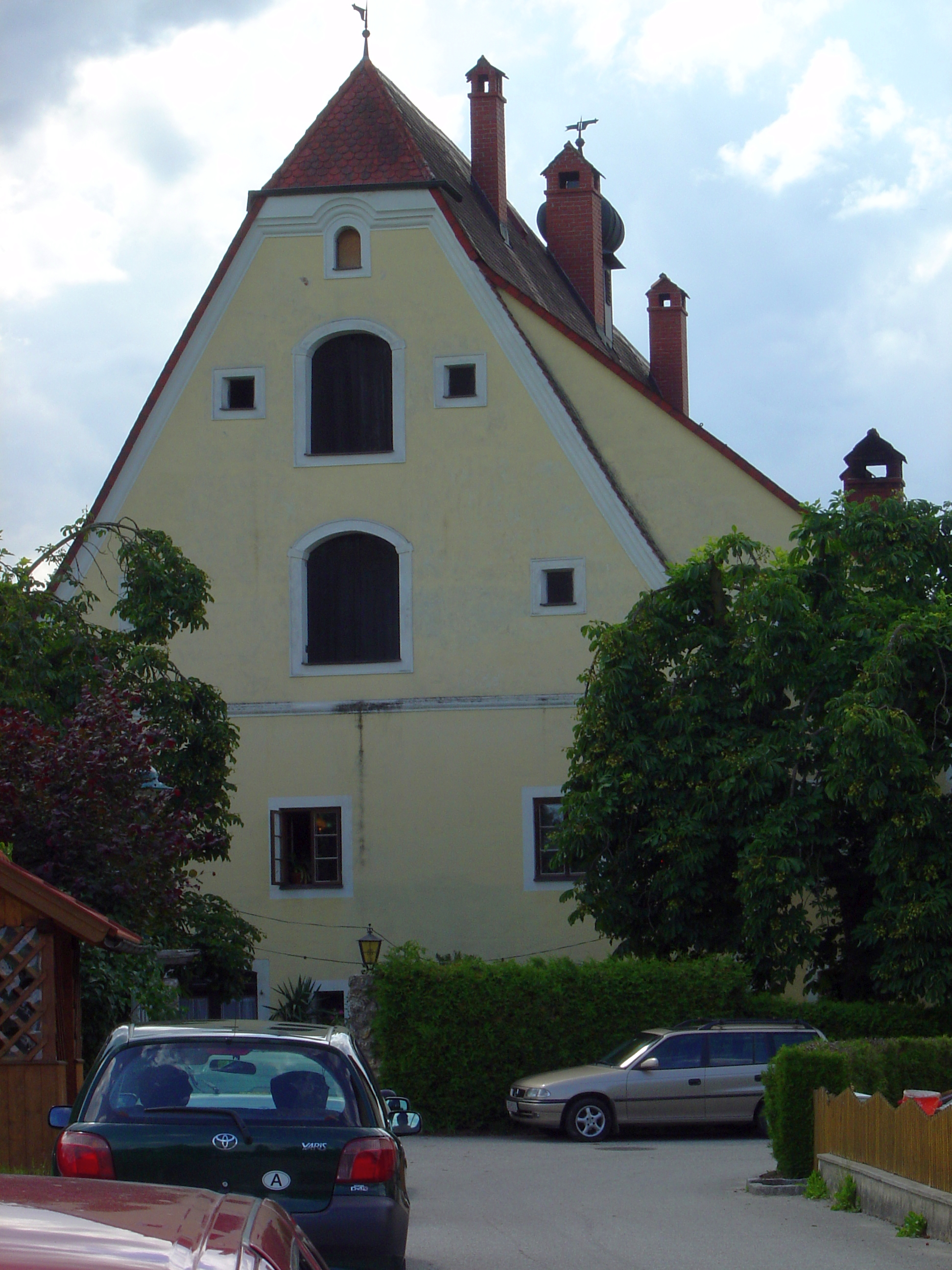
Eingangsbereich
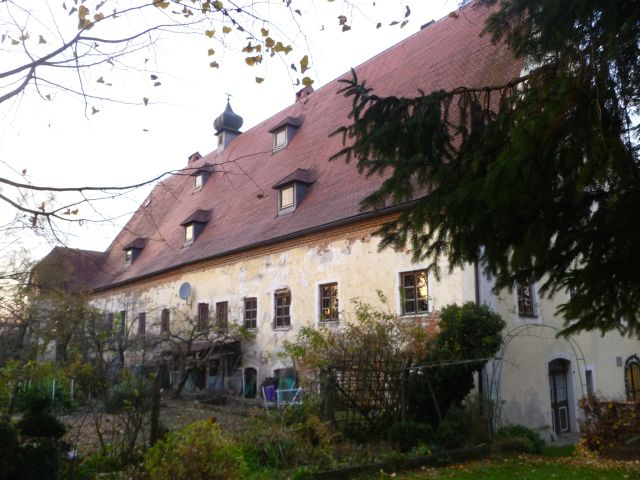
Südseite
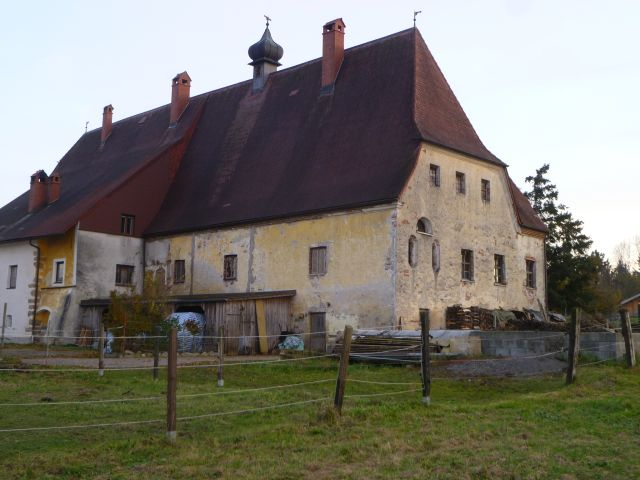
Nordseite
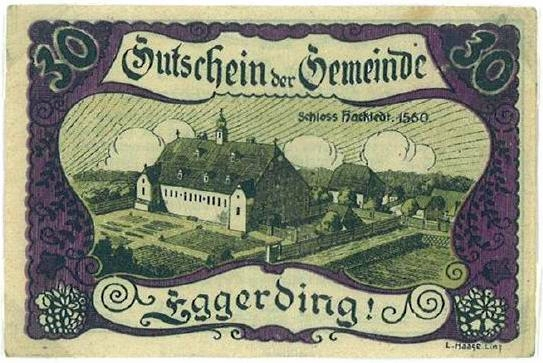
Notgeldschein